# Panesthia
Panesthia är ett släkte av kackerlackor. Panesthia ingår i familjen jättekackerlackor.

## Dottertaxa tillPanesthia, i alfabetisk ordning[1]
- Panesthia ancaudellioides
- Panesthia angustipennis
- Panesthia antennata
- Panesthia asahinai
- Panesthia australis
- Panesthia bilobata
- Panesthia birmanica
- Panesthia bougainvillensis
- Panesthia celebica
- Panesthia concinna
- Panesthia cribrata
- Panesthia cyclopensis
- Panesthia flavipennis
- Panesthia guangxiensis
- Panesthia gurneyi
- Panesthia heurni
- Panesthia karimuiensis
- Panesthia larvata
- Panesthia lata
- Panesthia lucanoides
- Panesthia luteoalata
- Panesthia matthewsi
- Panesthia mearnsi
- Panesthia missimensis
- Panesthia modiglianii
- Panesthia monstruosa
- Panesthia morosa
- Panesthia morsus
- Panesthia necrophoroides
- Panesthia obscura
- Panesthia obtusa
- Panesthia ornata
- Panesthia papuensis
- Panesthia paramonstruosa
- Panesthia parva
- Panesthia plagiata
- Panesthia puncticollis
- Panesthia pygmaea
- Panesthia quadriporosa
- Panesthia quinquedentata
- Panesthia regalis
- Panesthia rufipennis
- Panesthia saussurei
- Panesthia sedlaceki
- Panesthia serrata
- Panesthia shelfordi
- Panesthia sinuata
- Panesthia sloanei
- Panesthia stellata
- Panesthia strelkovi
- Panesthia tepperi
- Panesthia toxopeusi
- Panesthia transversa
- Panesthia triangulifera
- Panesthia tryoni
- Panesthia urbani
- Panesthia wallacei